# Легислатура Техаса
Легислатура Техаса — законодательный орган штата Техас. Легислатура является двухпалатной и состоит из 31-местного Сената и 150-местной Палаты представителей. Заседания обеих палат легислатуры проходят в капитолии штата Техас в Остине.
Легислатура является преемницей Конгресса Республики Техас, который прекратил своё существование в результате присоединения республики к США. Первая сессия легислатуры проходила в период с 16 февраля по 13 мая 1846 года.

## Структура и деятельность
Регулярные сессии легислатуры начинаются во второй вторник января в нечётном году. Конституция Техаса устанавливает продолжительность регулярной сессии в 140 календарных дней. Председателем в сенате является вице-губернатор Техаса, избираемый отдельно от губернатора. В Палате представителей председателем является Спикер Палаты представителей, избираемый из числа членов палаты. Оба председателя имеют широкие полномочия и большое влияние на принятие новых законов в штате.
В отличие от прочих штатов, легислатура не может самостоятельно собираться на экстренные сессии. Такие сессии может созывать только губернатор штата. Число экстренных сессий не ограниченно. В частности, в 2003 году Рик Перри собирал три сессии для того, чтобы произвести изменение избирательных округов. Согласно конституции Техаса, продолжительность экстренной сессии не может превышать 30 дней, при этом законодателям разрешено рассматривать только проблемы, обозначенные губернатором при созыве или в ходе сессии.
Любой законодательный акт, одобренный легислатурой, вступает в силу через 90 дней. Легислатура может проголосовать за немедленное или досрочное вступление закона, если за это выскажутся две трети членов каждой из палат. Также, дата вступления в силу может быть отложена на более позднее время. В соответствии с действующей законодательной практикой, большинство законов и актов вступают в силу 1 сентября нечётного года (1 сентября — начало финансового года в штате).
Несмотря на то, что члены легислатуры избираются по партийным спискам, официально легислатура строится на непартийном принципе, каждый из членов может занимать должность председателя комитета, независимо от партийной принадлежности.

## Требования к кандидатам
Конституция Техаса определяет следующие требования к кандидатам в парламентарии:
- Кандидат в сенаторы должен быть не моложе 26 лет, обладать правом голоса в Техасе последние 5 лет перед выборами и быть резидентом округа, в котором избирается, не менее года. Каждый сенатор избирается на 4 года, но при этом выборы проходят раз в два года — каждый чётный год переизбирается половина сената. Исключение составляют первые выборы после десятилетней переписи. Для того чтобы обеспечить представительство изменившихся округов, выборы проходят на все позиции сенаторов. При этом половина из сенаторов избираются сроком на два года.

- Кандидат в члены Палаты представителей должен быть не моложе 21 года, обладать правом голоса в Техасе как минимум два года и быть резидентом округа, в котором избирается, не менее года. Каждый представитель выбирается сроком на два года. Выборы проходят в чётные годы[2].

Ни в Сенате, ни в Палате представителей нет ограничения на срок занимаемой должности.

## Заработная плата членов легислатуры
Законодатели Техаса зарабатывают 600 американских долларов в месяц или 7200 долларов в год, помимо этого каждый день парламентской сессии (как регулярной так и экстренной) оплачивается суточными в размере 190 долларов. Таким образом, размер суточных за год составляет как минимум 35 720 долларов, а суммарная заработная плата — 42 920 долларов.

## Состав Палаты представителей Техаса

| Партия          | Число представителей |
| Республиканская | 95                   |
| Демократическая | 55                   |
| Всего           | 150                  |

## Состав Сената

| Партия          | Число представителей |
| Республиканская | 20                   |
| Демократическая | 11                   |
| Всего           | 31                   |